# Auvergne

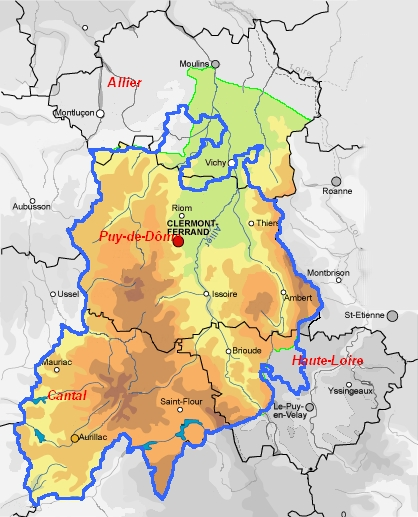

Auvergne (IPA: [ovɛʁɲ] kiejtéseⓘ, okcitánul Auvèrnha vagy Euvarnhà) Franciaország egyik régiója volt 2015 végéig, négy megyével: Allier, Puy-de-Dôme, Cantal és Haute-Loire. Összterületük jóval nagyobb, mint Auvergne történelmi tartományé volt.
E vidék szülöttei közül került ki Georges Pompidou és Valéry Giscard d’Estaing is.
A 2014. évi közigazgatási reform keretében néhány új közigazgatási régió létrehozásáról és a korábbiak közül több összevonásáról döntöttek. Így 2016. január 1-jén Auvergne és Rhône-Alpes is az újonnan alakított Auvergne-Rhône-Alpes közigazgatási régió része lett.

## Földrajza
A területen emelkedik a Francia-középhegység legmagasabb hegye, az 1886 méter magas Puy de Sancy. Az alvó vulkán utolsó kitörése i. e. 4040 körül volt. A vulkanikus hegy egykori vulkánjainak némelyike tengerszemmé változott; a lávafalakon sok helyen zuhatagként ömlik alá a patakok vize, itt-ott hatalmas bazalttömbök emelkednek és a mélyből sok helyen gyógyító hatású hévizek törnek elő. 
Auvergne északi területét dombok borítják, míg a déli rész hegyvidéki és legelőkkel tarkított. Az erdő közel 11 000 hektárra terjed ki, és itt található Európa legnagyobb tölgyese.
Auvergne két nagyobb folyója a Loire és az  Allier. A Loire végigfut a terület délkeleti és északkeleti határán, az Allier észak-déli irányban fut, Auvergne közepén, az ágak keletre és nyugatra folynak. Az  Allier folyó hozta létre az úgynevezett Allier szorost. Auvergne területén 50 édesvízi tó található. Egyesek magas hegyek között találhatók és vulkanikus eredetűek. A Guery a legmagasabban fekvő tó Auvergne-ben.

## Éghajlata
Az éves átlagos hőmérséklet 12 °C, és a területen évente 510-1020 mm csapadék hullik.
A terület összességében nagyon száraz, a tél nagyon hosszú párosítva rövid nyárral.

## Története
Auvergne régió nevét az arvernusokról, az egyik legerősebb kelta gall törzsről kapta. 1660 óta tartozik Franciaországhoz, előtte (már a 8. század közepén, Aquitania részeként) grófság, majd félfüggetlen hercegség volt, amely változó szerencsével próbált megállni a maga lábán.
Amikor Julius Caesar már egész Galliát leigázta, az arvernusok uralkodójuk, Vercingetorix vezetésével egyesítették Gallia törzseit a római uralom ellen. A gergoviai csatában legyőzték a rómaikat, de az alesiai csatában (i. e. 52) vereséget szenvedtek, és Vercingetorix fogságba esett. Arvernia végül a római Aquitania provincia része lett; ókori fővárosát, Gergoviát elhagyták és egy új várost, Augustonemetumot építettek (a mai Clermont-Ferrand közelében).
A kereszténység a 3. század közepén kezdett elterjedni Auvergne-ben; Nagy Konstantin alatt szinte egész Auvergne keresztény volt. A nagy népvándorlás során Auvergne a vizigótok kezére került, majd a frankoké, a merovingok bukása után Aquitania hercegeié lett. 760-ban Kis Pipin frank király meghódította Aquitaniát, elfoglalta Clermont-t és Auvergne-t uralmához csatolta.
A Capeting-dinasztia trónra lépésekor Auvergne függetlennek tekinthette magát. A helyi feudális főurak állandó viszályai, a normannok (855, majd 915), a szaracénok és a magyarok inváziói ellenére Auvergne viszonylag virágzó volt, köszönhetően az ókori római civilizáció maradványait még őrző déli vidékekkel és a mohamedán Spanyolországgal való kapcsolatainak. 
Ebben az időben több kolostort alapítottak, köztük a híres aurillaci apátságot, onnan indult Gerbert d'Aurillac, a későbbi II. Szilveszter pápa pályafutása. 
979-ben Clermont város és Auvergne addigi vikomtja (algrófja?) Auvergne grófjának nyilvánította magát (I. Guy auvergne-i gróf, 979–989) és örökletes grófi dinasztiát hozott létre. Attól kezdve az auvergne-i grófok egyre inkább függetlenedtek addigi főuruktól, Aquitania hercegeitől. Ugyanekkor Auvergne püspökei Clermont központtal létrehozták a „clermont-i püspöki uradalmat” (seigneurie épiscopale de Clermont).
A 11. században Auvergne ismét az aquitaniai hercegek és a francia királyok közötti harc színterévé vált.
1095-ben a clermont-i zsinaton II. Orbán pápa keresztes hadjáratot hirdetett. VI. Vilmos auvergne-i gróf is elindult a hadjáratba és 1114-ig maradt Keleten. Távollétét a francia királyok kihasználták és kezdték kiterjeszteni hatalmukat Auvergne-re. A hadjáratból visszatérve VI. Vilmos kénytelen volt Aquitania hercegének vazallusaként elismerni magát, hogy segítséget kapjon tőle Aimeric clermonti püspök ellen, akit viszont VI. (Kövér) Lajos francia király támogatott.
III. Róbert auvergne-i gróf (1136–1147) halála után a fiát ennek nagybátyja, azaz III. Róbert testvére (mindkettő neve Guillaume, vagyis Vilmos) megakadályozta a jogutódlásban. Kettejük hosszas viszályát követően, 1155 körül a grófságot felosztották. Az idősebbik Vilmos tartotta meg a terület legnagyobb részét és a comte d’auvergne grófi címet (VIII. Vilmos auvergne-i gróf, 1155–1182). A fiatalabbik Vilmosnak, akit VII. Vilmosként, de néha IX. Vilmosként említenek, meg kellett elégednie a Clermont grófja címmel, valamint Montferrand-nal (ma Clermont-Ferrand része) és Auvergne egy kis részével, melyet később dauphiné d'Auvergne-nek neveztek.

A 18. századi Auvergne, valamint jelenlegi községei és megyéi

Az auvergne-i újabb zavaros helyzeteket II. Fülöp Ágost és IX. Lajos is kihasználta. 1271-ben Auvergne-t végleg a Francia Királysághoz csatolták. Ebben az időben jelentek meg Auvergne-ben a városi önkormányzatok, melyeket vagy közvetlen uraiktól, vagy a francia királyoktól kaptak. Auvergne anyagi jóléte a 14. század közepétől az Angliával vívott százéves háború miatt hanyatlani kezdett. Az angol királyok igényt tartottak Auvergne-re is mint Aquitania részére. Auvergne-ben rablóbandák jelentek meg, és a lakosságnak még a bretigny-i béke (traité de Brétigny, 1360) után is harcolnia kellett ellenük. II. János francia király Auvergne-t harmadik fiának, Jean de Berrynek, Berry hercegének adta. Ez utóbbi halálával (1416) Auvergne a Bourbon-házra szállt, de 1531-től egyik részét a másik után a koronához csatolták. A 16. század közepétől Auvergne-ben megjelent a protestantizmus, Issoire város a reformáció egyik központjává vált. A francia vallásháborúk idején Auvergne városait hol a katolikusok, hol a protestánsok foglalták el és fosztogatták; Issoire városa ötször cserélt gazdát.
Auvergne-ben más tartományoknál tovább tartott a feudális birtokosok önkénye, elnyomták parasztjaikat és nem engedelmeskedtek a központi hatalomnak. Hogy megfékezze őket, XIV. Lajosnak rendkívüli hatáskörrel rendelkező bírói bizottságot kellett Auvergne-be küldenie (les grands Jours d'Auvergne, 1665). 
A nagy francia forradalom idején, 1789-ben a francia tartományokat megszüntették, és helyükbe a megyék léptek. Auvergne nagyobbik északi része Puy-de-Dôme, attól északra Allier megye lett; a déli Cantal megye nagyrészt az Auvergne-hegységre terjed ki, a keletebbre fekvő részből Haute-Loire megye lett.

## Galéria

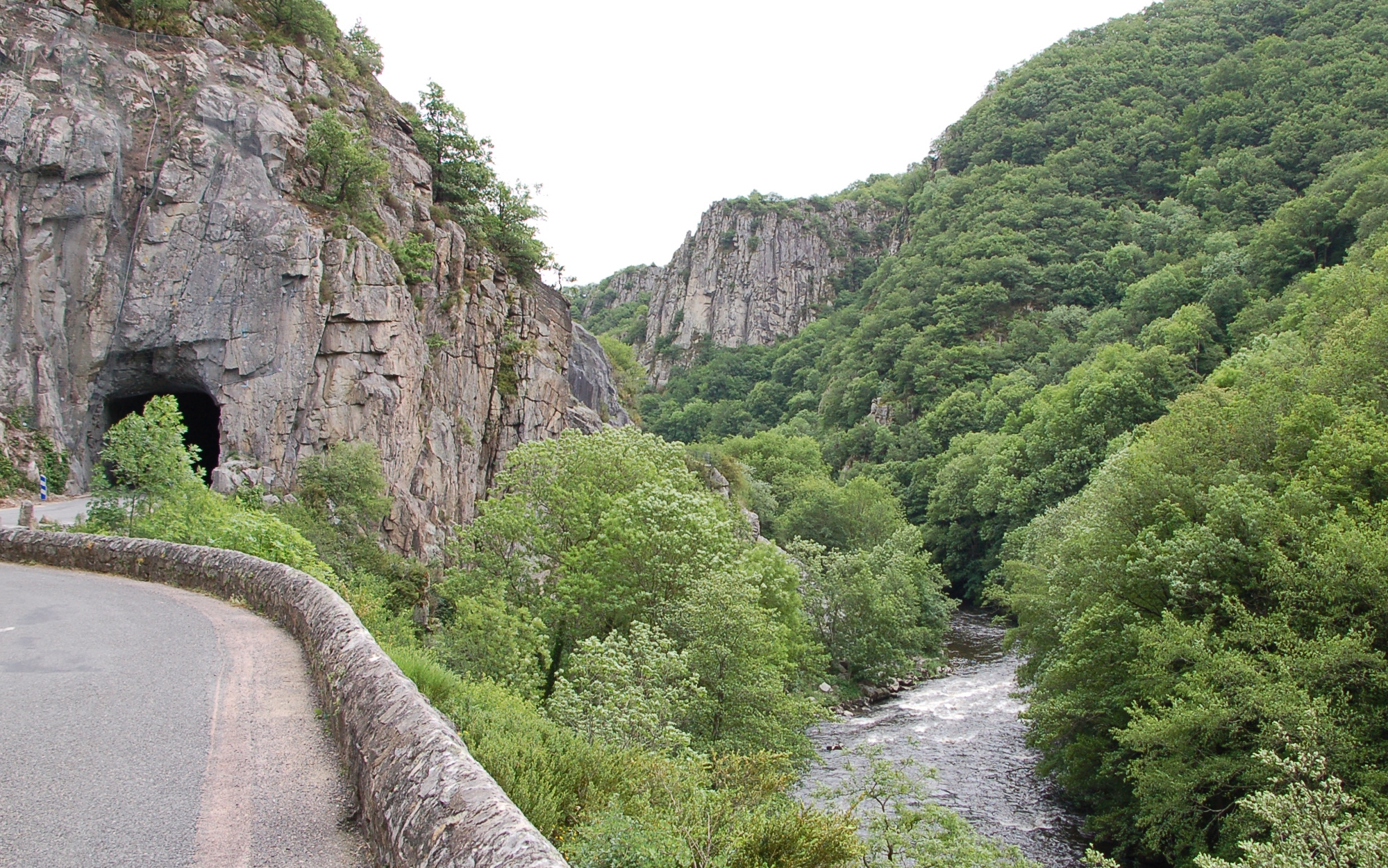
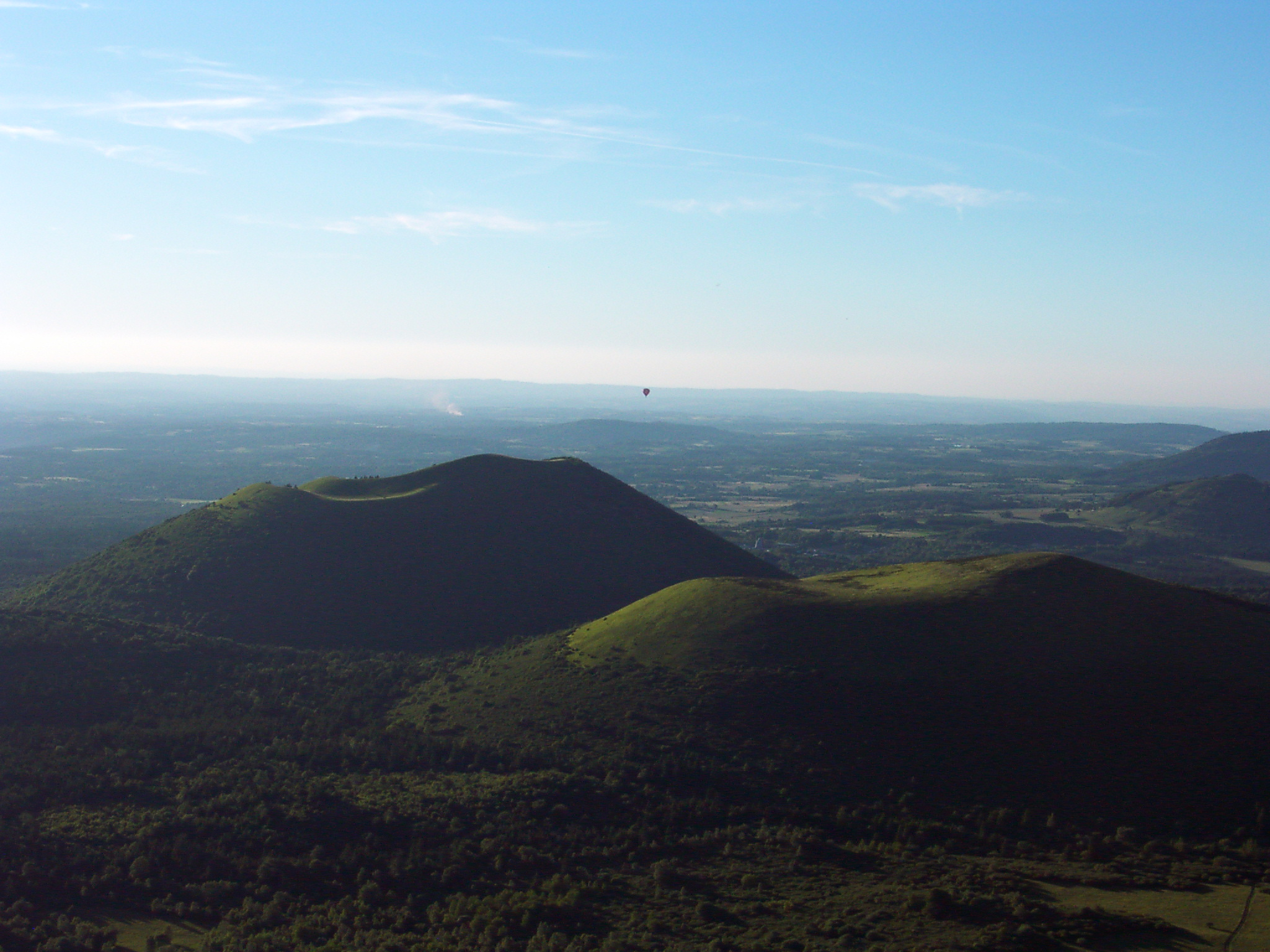
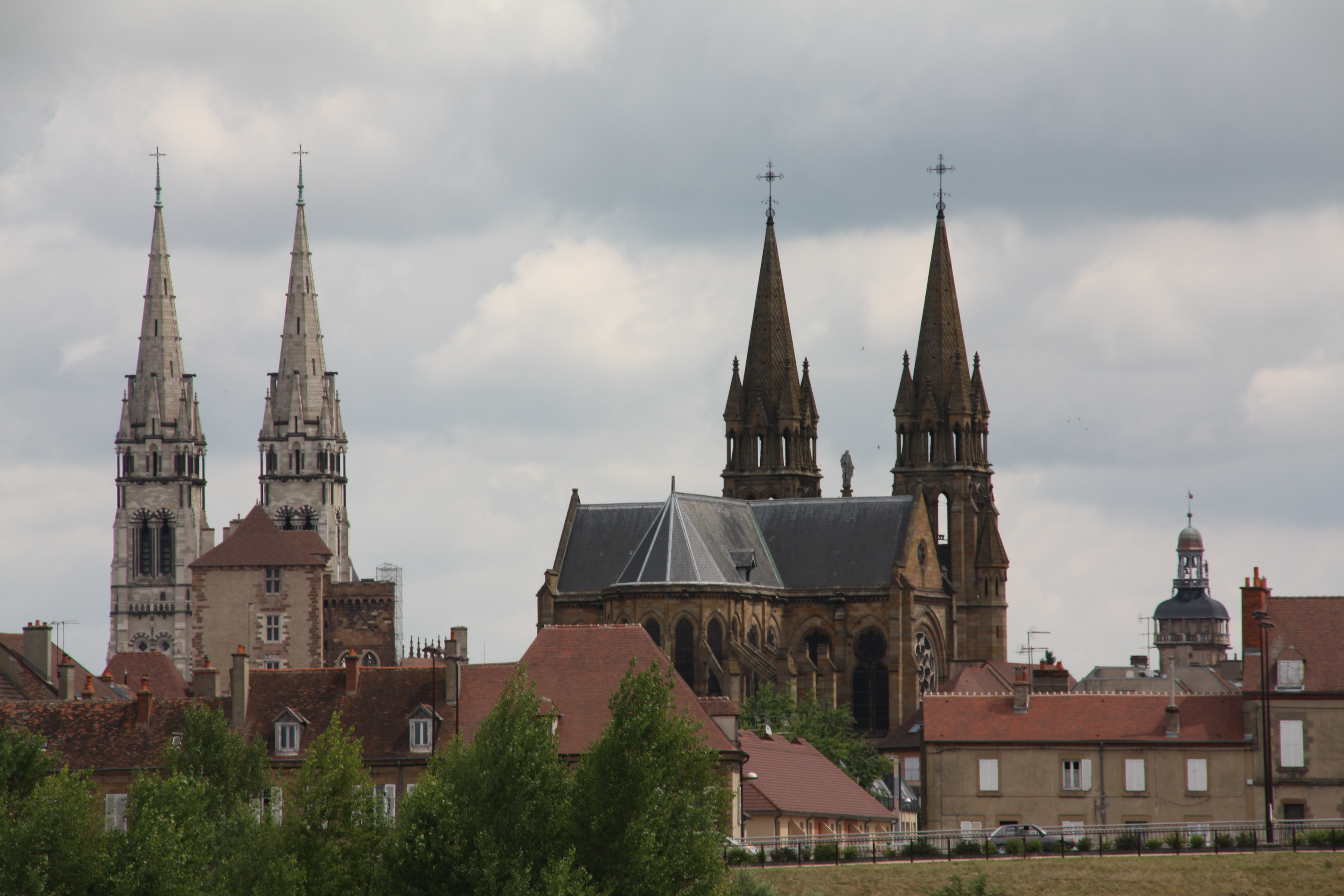
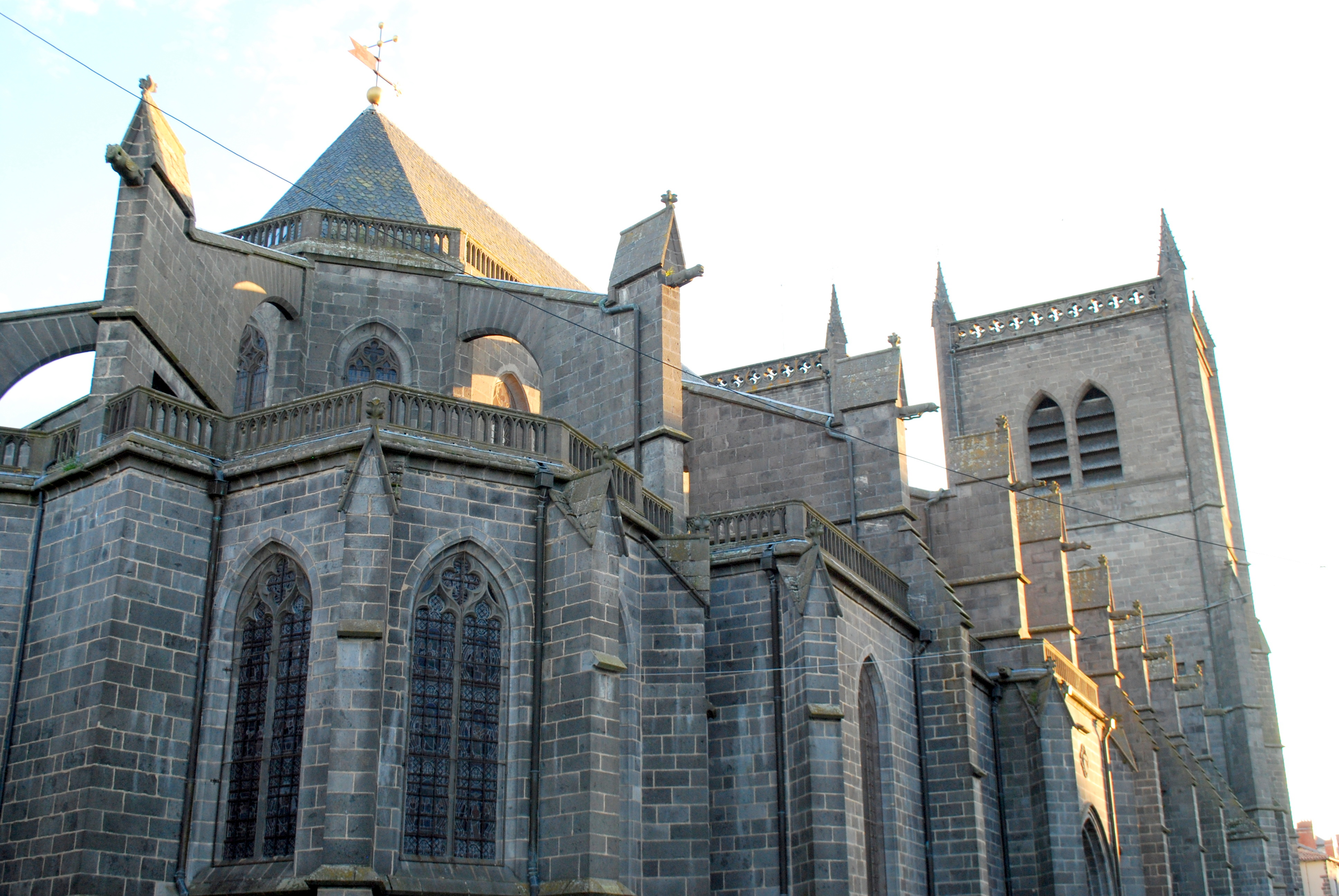
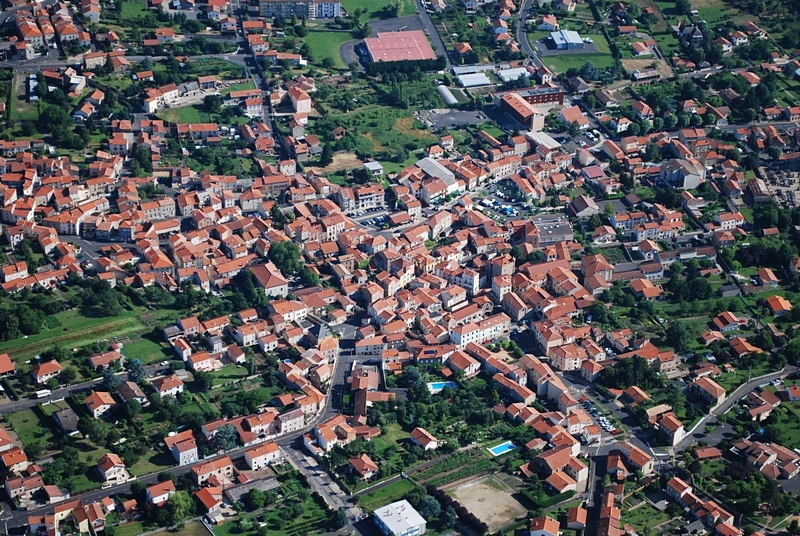
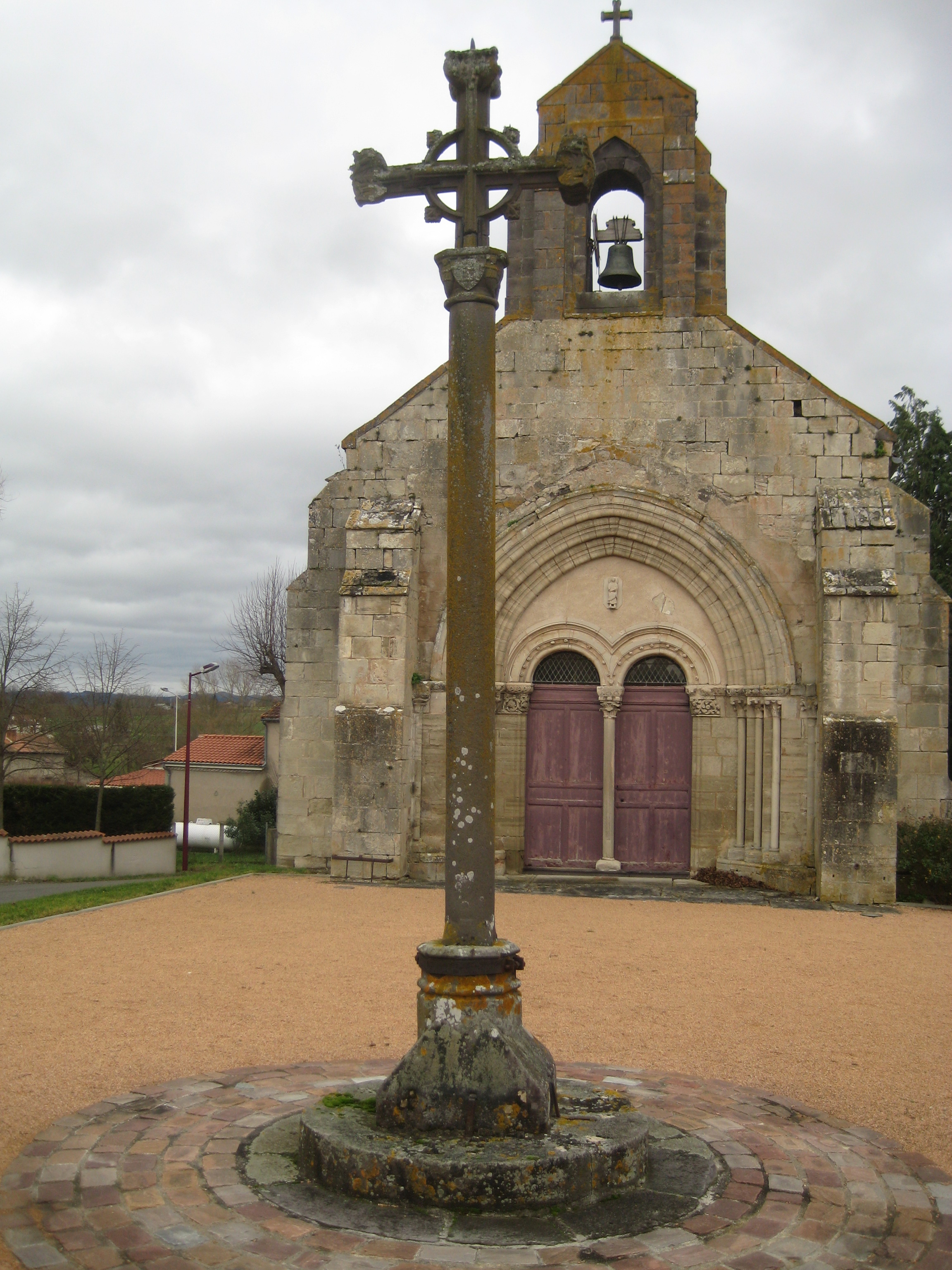